# Договор от Озимо
Договорът от Озимо (на френски: Traité d'Osimo; на английски: Treaty of Osimo; на сърбохърватски: Osimski ugovor) е споразумение, подписано в Озимо на 10 ноември 1975 г. между министрите на външните работи на Югославия и Италия, с което окончателно фиксира границите между двете държави в близост до т. нар. Свободна територия Триест след Лондонския меморандум от 1954 г.
Той приключва историческата фаза, започнала през 1947 г. с мирния договор, когато е решено да се отстъпи голяма част от Венеция Джулия на Югославия (Фиуме и островите Куарнаро, почти цялата Истрия и карстовите плата на изток и североизток от Гориция) и създаването на Свободната територия на Триест, включваща сегашната Провинция Триест и крайбрежните територии на Истрия от Анкарано до Читанова (днес съответно в Словения и в Хърватия). Неактивирането на процедурите за конституиране на конституционните органи на TLT на практика възпрепятства раждането на последния. Последвалото прехвърляне на правомощията на гражданската администрация на TLT съответно към Италия (зона A) и Югославия (зона B) създава условията за последващи развития, които водят до Договора от Озимо, който влиза в сила на 11 ноември 1975 г.
Външното министерство на Италия не участва в процеса на преговорите. От италианската страна почти единодушно е Еудженио Карбоне, който заема по онова време поста на генералния директор на Министерството на промишлеността и търговията. От страна на Югославия договорът е подписан от Министъра на външните работи на Милош Минич.